# Texas Instruments TMS320
Les TMS320 est une famille de processeurs de signal numérique (DSP) fabriqués par Texas Instruments.

## Les différentes séries
À l'intérieur de cette famille, on distingue trois grandes séries :

### La série C2000
Ce sont les processeurs les moins chers. Ils sont utilisés par exemple dans le contrôle de moteur.

### La série C5000
Ce sont les processeurs ayant le meilleur rapport performance/prix, performance/taille et performance/puissance. Ils sont abondamment utilisés dans la téléphonie mobile.

### La série C6000
Ce sont les processeurs les plus performants et, selon le constructeur, les plus simples à utiliser. 